# Nitroceluloza
Nitroceluloza – mieszanina estrów celulozy i kwasu azotowego. Do każdej reszty glukozowej dołączone są grupy –NO2 (od jednej do trzech, w zależności od stopnia estryfikacji), pochodzące od kwasu azotowego. Fragmenty zawierające w pełni zestryfikowane reszty cukrowe opisuje wzór [C6H7O2(ONO2)3]n (triazotan celulozy). Maksymalna zawartość azotu w nitrocelulozie wynosi teoretycznie 14,14% (w praktyce zwykle mniej).
Jest to silny materiał wybuchowy miotający, zdolny do DDT (z ang. deflagration-to-detonation transition – przejście deflagracyjno-detonacyjne). Na powietrzu spala się błyskawicznie bardzo jasnym, żółtym płomieniem, nie zostawiając zapachu ani żadnych widocznych pozostałości po spaleniu. Emituje znaczne ilości ciepła – fala cieplna deflagracji jednego grama jest wyczuwalna 2 metry od próbki.
Nitrocelulozę o zawartości 10–12% azotu nazywa się bawełną kolodionową, a o zawartości 12–14% azotu – bawełną strzelniczą. Nie jest związkiem nitrowym, ale azotanem.

## Właściwości
- Silne właściwości wybuchowe.
- Łatwopalny.
- Temperatura zapłonu ok. 200 °C.
- Dobrze rozpuszcza się w rozpuszczalnikach organicznych (np. alkohol etylowy, aceton, benzen); roztwory takie znane są jako lakier nitrocelulozowy.
- Nierozpuszczalny w wodzie.
- Prędkość detonacji 6300 m/s przy maksymalnej gęstości 1,3 g/cm³ (przy pobudzeniu spłonką lub w przypadku DDT).
- Powoli rozkłada się pod wpływem ciepła.
- Wrażliwa na płomień, a także na bodźce mechaniczne. Dla zapewnienia bezpiecznego transportu do nitrocelulozy dodaje się 25–30% wody[2][3] lub alkoholu (etanolu, izopropanolu, butanolu i in.)[3]
- Zapala się pod wpływem iskry, ciepła, płomienia.
- Wygląd zewnętrzny celulozy po estryfikacji – lekko żółknie lub nie ulega zmianie.

| Nitroceluloza 13,3% N        | Nitroceluloza 13,3% N |
| ---------------------------- | --------------------- |
| Rok odkrycia                 | 1845                  |
| Odkrywca                     | Christian Schönbein   |
| Energia wybuchu              | 4,0 MJ/kg             |
| Zdolność krusząca            | 380 cm³ Pb na 10 g    |
| Maksimum ciśnienia detonacji |                       |
| Prędkość detonacji           | 7,3 km/s              |
| Gęstość odpowiadająca Vdet   | 1,20 g/cm³            |
| Temperatura detonacji        | 230 °C                |
| Wrażliwość na uderzenie      | średnia               |
| Objętość produktów gazowych  | 765 dm³/kg            |
| Temperatura podczas wybuchu  | 3100 °C               |

Używana jest jako główny składnik prochu bezdymnego. Azotan celulozy o niższej zawartości azotu jest używany do otrzymywania celuloidu – tworzywa sztucznego oraz kolodium – substancji o właściwościach błony półprzepuszczalnej, będącej 4–10% roztworem azotanu celulozy w rozpuszczalniku organicznym.

## Otrzymywanie
Azotan celulozy otrzymuje się poprzez estryfikację celulozy mieszaniną nitrującą.
Temperatura ucieczki wynosi 70 °C. Nieprawidłowe oczyszczenie z kwasów może spowodować samorzutny zapłon suchego azotanu celulozy.